# Charles Walters
Charles Walters (Brooklyn, 11 novembre 1911 – Malibù, 13 agosto 1982) è stato un regista, ballerino e coreografo statunitense.

## Filmografia

### Regista
- Sua altezza e il cameriere (Her Highness and the Bellboy) di Richard Thorpe - regia delle scene di danza (1945)
- Luna senza miele (Thrill of a Romance) di Richard Thorpe - regia delle scene di danza  (1945)
- Good News (1947)
- Ti amavo senza saperlo (Easter Parade) (1948)
- I Barkleys di Broadway (The Barkleys of Broadway) (1949)
- L'allegra fattoria (Summer Stock) (1950)
- La sirena del circo (Texas Carnival) (1951)
- Le vie del cielo (Three Guys Named Mike) (1951)
- La bella di New York (The Belle of New York) (1952)
- Nebbia sulla Manica (Dangerous When Wet) (1953)
- La maschera e il cuore (Torch Song) (1953)
- Lili (1953)
- Fatta per amare (Easy to Love)  (1953)
- Il fidanzato di tutte (The Tender Trap) (1955)
- La scarpetta di vetro (The Glass Slipper) (1955)
- Alta società (High Society) (1956)
- Alla larga dal mare (Don't Go Near the Water) (1957)
- Tutte le ragazze lo sanno (Ask Any Girl) (1959)
- Va nuda per il mondo (Go Naked in the World) (1960)
- Non mangiate le margherite (Please Don't Eat the Daisies) (1960)
- Salverò il mio amore (Two Loves) (1961)
- La ragazza più bella del mondo (Billy Rose's Jumbo) (1962)
- Voglio essere amata in un letto d'ottone (The Unsinkable Molly Brown) (1964)
- Cammina, non correre... (Walk, Don't Run) (1966)

### Ballerino
- Pied Piper Malone, regia di Alfred E. Green (1924)
- Presenting Lily Mars, regia di Norman Taurog (1943)
- Girl Crazy, regia di Norman Taurog e Busby Berkeley (1943)
- Fatta per amare (Easy to Love), regia di Charles Walters (1953)